# جيم غيليسبي
جيم غيليسبي (بالإنجليزية: Jim Gillespie)‏ هو لاعب كرة قاعدة أمريكي، ولد في 1 مايو 1862 في بوفالو في الولايات المتحدة، وتوفي بنفس المكان في 24 يونيو 1926.

## وصلات خارجية
- جيم غيليسبي على موقعبيزبول رفرنس.كوم (الدوري الرئيسي) (الإنجليزية)